# Divizia C 1983-1984, Seria a VIII-a
Divizia C 1983-1984 a fost sezonul cu numărul 45 al Diviziei C, a treia divizie a fotbalului masculin din România. Seria a VIII-a a acestei divizii este recunoscută de RSSSF drept cel mai strâns campionat din istorie.

## Istoric
Într-o investigație a organizației RSSSF cu scopul de a găsi cele mai strânse campionate din istorie, pe primul loc se află sezonul 83-84 al Diviziei C, seria a VIII-a. Atunci, echipa care a terminat pe primul loc, Mureșul Deva, și cea de pe ultima poziție, Minerul Aninoasa, nu au fost separate decât de 10 puncte. Competitivitatea este dată însă în special de faptul că formația de pe locul 2, UMT Timișoara, este separată de "lanterna roșie" de doar trei puncte. De menționat este faptul că, la acea vreme, echipele din fotbalul românesc primeau câte două puncte pentru victorie și câte unul pentru egal.

## Clasament
| Loc | Echipa                  | MJ | V  | E | Î  | GM | GP | DG  | Pct | Promovare                 |
| --- | ----------------------- | -- | -- | - | -- | -- | -- | --- | --- | ------------------------- |
| 1   | Mureșul Deva            | 30 | 16 | 6 | 8  | 53 | 33 | +20 | 38  | Promovare în Divizia B    |
| 2   | UMT Timișoara           | 30 | 14 | 3 | 13 | 57 | 37 | +20 | 31  |                           |
| 3   | Mecanica Orăștie        | 30 | 15 | 1 | 14 | 49 | 53 | −4  | 31  |                           |
| 4   | Minerul Paroșeni        | 30 | 13 | 5 | 12 | 41 | 46 | −5  | 31  |                           |
| 5   | Minerul Moldova-Nouă    | 30 | 14 | 2 | 14 | 41 | 39 | +2  | 30  |                           |
| 6   | Minerul Știința Vulcan  | 30 | 13 | 4 | 13 | 38 | 47 | −9  | 30  |                           |
| 7   | Metalul Bocșa           | 30 | 13 | 3 | 14 | 40 | 32 | +8  | 29  |                           |
| 8   | Dacia Orăștie           | 30 | 11 | 7 | 12 | 58 | 50 | +8  | 29  |                           |
| 9   | Minerul Certej          | 30 | 13 | 3 | 14 | 48 | 47 | +1  | 29  |                           |
| 10  | Metalul Oțelu-Roșu      | 30 | 14 | 1 | 15 | 38 | 40 | −2  | 29  |                           |
| 11  | Minerul Anina           | 30 | 13 | 3 | 14 | 46 | 48 | −2  | 29  |                           |
| 12  | Victoria Călan          | 30 | 13 | 3 | 14 | 35 | 37 | −2  | 29  |                           |
| 13  | Constructorul Timișoara | 30 | 13 | 3 | 14 | 57 | 62 | −5  | 29  |                           |
| 14  | Minerul Oravița         | 30 | 13 | 3 | 14 | 39 | 45 | −6  | 29  |                           |
| 15  | Minerul Ghelar          | 30 | 12 | 5 | 13 | 35 | 52 | −17 | 29  | Retrogradare în Divizia D |
| 16  | Minerul Aninoasa        | 30 | 11 | 6 | 13 | 32 | 39 | −7  | 28  | Retrogradare în Divizia D |